# Batalion IX „Settembre”
Batalion IX „Settembre” (wł. Battaglione "IX Settembre") – jednostka wojskowa Sił Zbrojnych RSI podczas II wojny światowej.
Batalion został sformowany pod koniec września 1943 w Tulonie w południowej Francji. Liczył ok. 300 ludzi. W jego skład weszli byli członkowie Milizia Volontaria per la Sicurezza Nazionale (MVSN). Na jego czele stanął kpt. Adalberto Zardo. Składał się z dwóch kompanii (w późniejszym czasie sformowano trzecią). Następnie przeniesiono go na linię Gustawa w rejonie Monte Cassino. W lutym 1944 trafił pod Anzio, gdzie walczył przeciwko desantowi morskiemu wojsk alianckich (patrz: Operacja Shingle). Po odpoczynku i uzupełnieniu stanów liczebnych wykonywał zadania antypartyzanckie na obszarze prowincji Emilia-Romania, a następnie w Dolinie Aosty. Żołnierzom batalionu udało się w sierpniu schwytać jednego z najbardziej poszukiwanych przywódców partyzanckich Silvio Corbariego. Pod koniec 1944 batalion przydzielono do niemieckiej Dywizji Grenadierów Pancernych „Brandenburg” płk. Hermanna Schulte-Heuthausa, zaś na przełomie 1944/1945 wysłano wraz z nią na front wschodni do Prus Wschodnich, gdzie w rejonie Angerburga pełnił głównie funkcje porządkowe. Część kompanii wzięła jednak udział w walkach z Armią Czerwoną. Po powrocie do Włoch batalion stacjonował w Vittorio Veneto, będąc tam do końca wojny. Ponownie zwalczał partyzantkę.